# Сельское поселение Калиновка
Се́льское поселе́ние Кали́новка — муниципальное образование в Сергиевском районе Самарской области Российской Федерации.

## История
Калиновская волость впервые была образована до 1859 года в составе Бугурусланского уезда.
До 1867 года объединяла сельские общества государственных крестьян и находилась в ведомстве Самарской палаты государственных имуществ.
После преобразований 1860 года в волость вошли селения упразднённой Аделяковской волости: Иштулкино, Кармалка (Аделяково), Калиновка, деревня Дмитриевка (Верхне-Орлянка).
До нового распределения селений Бугурусланского уезда по волостям и мировым участкам, утверждённого 15 сентябрая 1867 года в ней числились:
- деревня Богоявленка (Суходол)
- деревня Павловка
- деревня Карабаевка
- деревня Васильевка (Комаров Умет)
- деревня Елховка
- деревня Дмитриевка (Верхне-Орлянка)
- деревня Копытовка (часть с государственными крестьянами)
- деревня Боголюбовка
- деревня Калиновка
- деревня Ендурайкино
- сельцо Захаркино
- деревня Завязовка
- деревня Иштулкина
- деревня Кармалка (Аделяково)
- село Мордовское Аделяково

После нового распределения 1867 года Калиновская волость была упразднена. 6 селений волости д. Боголюбовка, с. Калиновка, д. Ендурайкина, д. Завязовка, сельцо Захаркино, с. Мордовское Аделяково образовали Боголюбовскую волость вместо Калиновской.
Остальные селения распределились следующим образом:
д. Богоявленка (Суходол) причислена к новообразованной Сергиевской волости. село Карабаевка, деревня Васильевка (Комаров Умет), деревня Елховка, деревня Дмитриевка (Верхне-Орлянка), деревня Копытовка (часть) к новообразованной Карабаевской волости. Деревня Иштулкина и деревня Кармалка (Аделяково) к новообразованной Новоякушкиноской волости.
Год образования села Калиновка — 1730, Ендурайкино — 1690, Карабаевка — 1630.

## Население
| 2008  | 2010  | 2012  | 2013  | 2014  | 2015  | 2016  |
| ----- | ----- | ----- | ----- | ----- | ----- | ----- |
| 1540  | ↗1609 | ↘1600 | →1600 | ↘1565 | ↘1556 | ↗1565 |
| 2017  | 2018  | 2019  | 2020  | 2021  |       |       |
| ↗1569 | ↘1559 | ↗1566 | ↗1568 | ↘1407 |       |       |

## Состав сельского поселения
| № | Населённый пункт | Тип населённого пункта       | Население |
| - | ---------------- | ---------------------------- | --------- |
| 1 | Ендурайкино      | село                         | ↗120      |
| 2 | Калиновка        | село, административный центр | ↗1455     |
| 3 | Карабаевка       | село                         | ↗34       |

## Местное самоуправление
Глава сельского поселения: Баранов Александр С.